# Капсуль

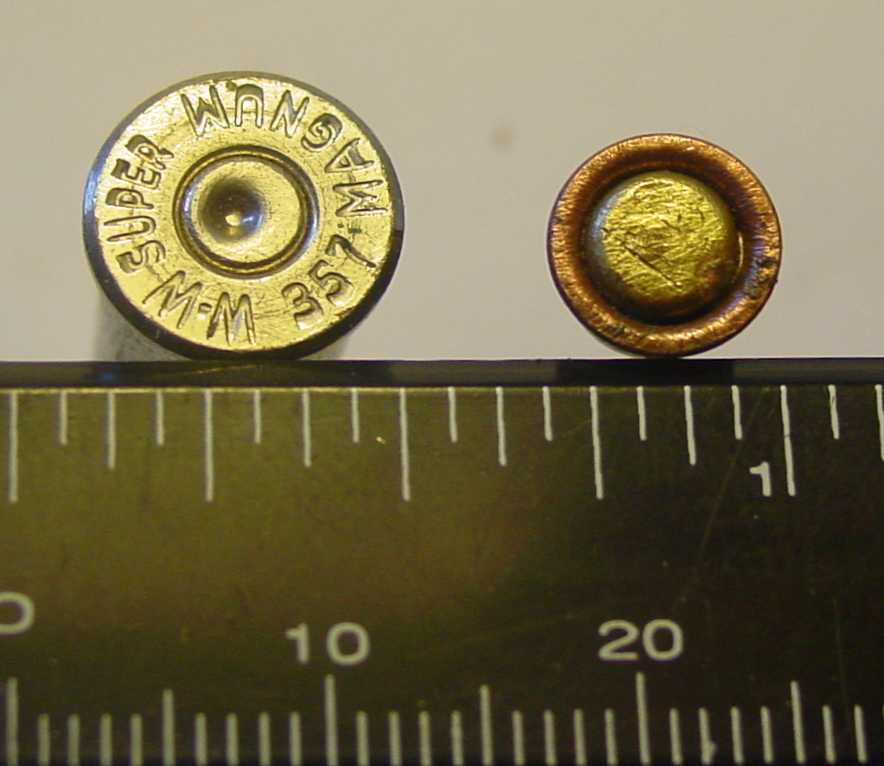
Капсулі: ліворуч — у стріляної гільзі револьверного патрона, праворуч — для патрона до гладкоствольної зброї

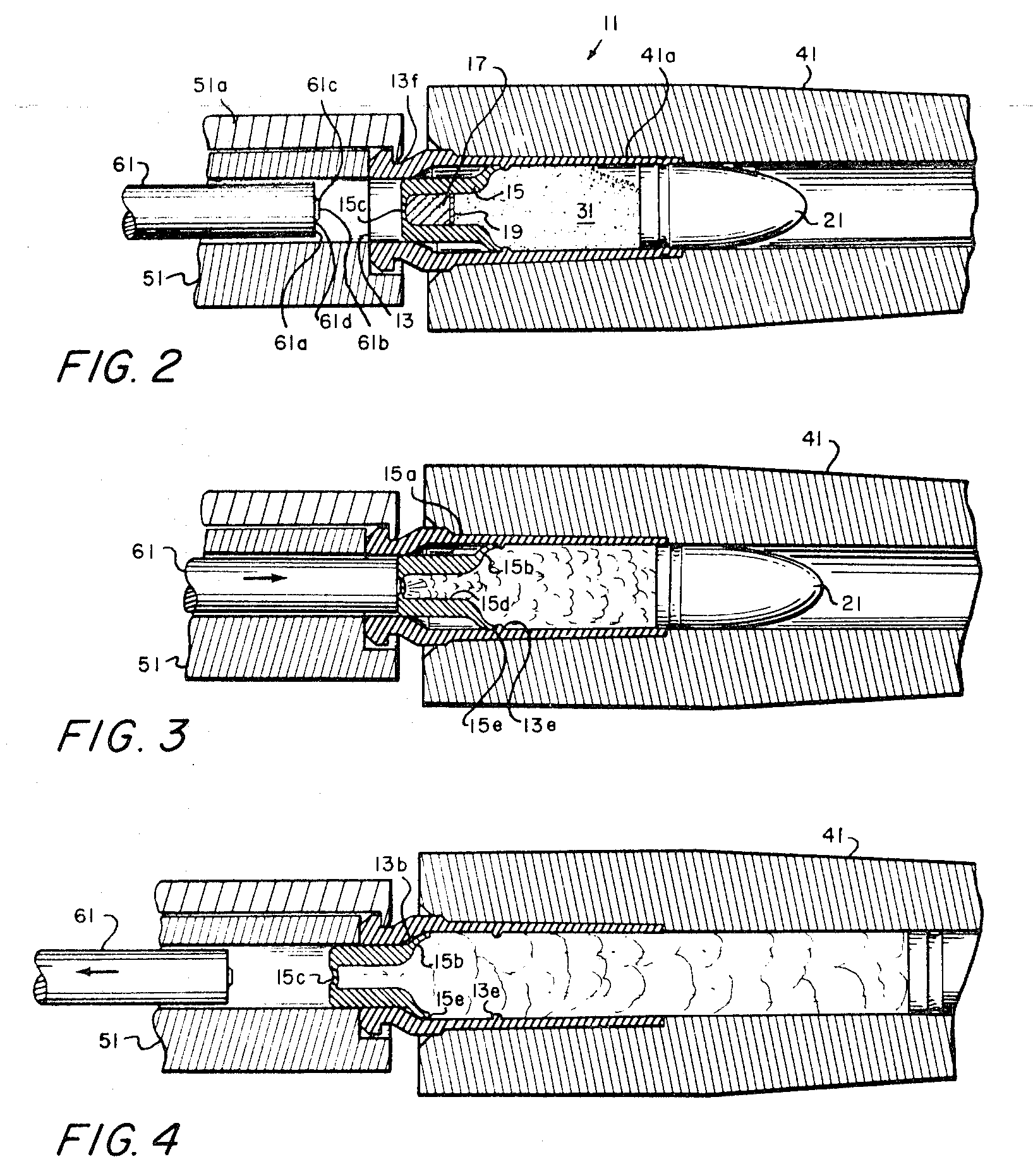

Ка́псуль, капсуль-запальник (через нім. Kapsel від лат. capsula), заст. пістон (фр. piston) — пристрій для запалювання порохового заряду у вогнепальній зброї. Являє собою стакан з м'якого металу (зазвичай латуні) з невеликим зарядом чутливої до удару вибухової речовини, наприклад, гримучої ртуті. Коли бійчик курка (ударника) наколює капсуль, цей заряд вибухає і створює полум'я, що підпалює пороховий заряд.
Капсуль є складовою частиною унітарного патрона або артилерійського пострілу, він закріплюється в спеціальній заглибині в дні гільзи.
У зброї з капсульним замком капсуль (ударний капсуль) — окремий компонент боєзапасу, стрілець надягає його на брандтрубку, що виступає над запалювальним отвором ствола.